# اوريليان ريكوان
اوريليان ريكوان (بالفرنسية: Aurélien Recoing)‏
```
هو 
ممثل
 
فرنسي
، ولد في 5 مايو 1958 
بباريس
 في 
فرنسا
.
```

## أعمال

### أفلام
- (2001) الجدول الزمني
- (2005) أشباح
- (2007) العدو الحميم
- (2011) أسوأ كابوس لي[2]

## وصلات خارجية
- اوريليان ريكوان على موقع IMDb (الإنجليزية)
- اوريليان ريكوان على موقع قاعدة بيانات الأفلام العربية
- اوريليان ريكوان على موقع ألو سيني (الفرنسية)
- اوريليان ريكوان على موقع أول موفي (الإنجليزية)
- اوريليان ريكوان على موقع قاعدة بيانات الأفلام السويدية (السويدية)
- اوريليان ريكوان على موقع قاعدة بيانات الفيلم (الإنجليزية)
- اوريليان ريكوان على موقع كينوبويسك (الروسية)